# Civilian
Civilian – jedenasty i ostatni album studyjny grupy Gentle Giant z 1980 roku.

## Lista utworów
Źródło. Wszystkie utwory skomponowali: K. Minnear, D. Shulman, R. Shulman, G. Green i J. Weathers.
Strona A
| 1. | "Convenience (Clean And Easy)" | 3:14  |
|    |                                |       |
| 2. | "All Through The Night"        | 4:20  |
|    |                                |       |
| 3. | "Shadows On The Street"        | 3:18  |
|    |                                |       |
| 4. | "Number One"                   | 4:39  |
|    |                                |       |
|    |                                | 15:31 |
|    |                                |       |
Strona B
| 1. | "Underground"          | 3:48  |
|    |                        |       |
| 2. | "I Am A Camera"        | 3:33  |
|    |                        |       |
| 3. | "Inside Out"           | 5:51  |
|    |                        |       |
| 4. | "It's Not Imagination" | 3:59  |
|    |                        |       |
|    |                        | 17:11 |
|    |                        |       |
Utwór dodatkowy na zremasterowanym wydaniu CD
1. "Heroes No More" – 4:25

## Skład
Źródło.
- Gary Green – gitary, chórki
- Kerry Minnear – syntezator (1-7, 9), fortepian elektryczny (1, 3-9), organy hammonda (2, 3, 9), klawinet (7), fortepian (3), śpiew (3)
- Derek Shulman – śpiew
- Ray Shulman – gitara basowa, gitara akustyczna (5, 6), chórki
- John Weathers – perkusja, tamburyn (4-6, 8, 9), talerze perkusyjne (1), instrumenty perkusyjne (7), chórki